# Franca Florio, regina di Palermo
 (janvier 2025).
La mise en forme du texte ne suit pas les recommandations de Wikipédia : il faut le « wikifier ».
Les points d'amélioration suivants sont les cas les plus fréquents. Le détail des points à revoir est peut-être précisé sur la page de discussion.
- Les titres sont pré-formatés par le logiciel. Ils ne sont ni en capitales, ni en gras.
- Le texte ne doit pas être écrit en capitales (les noms de famille non plus), ni en gras, ni en italique, ni en « petit »…
- Le gras n'est utilisé que pour surligner le titre de l'article dans l'introduction, une seule fois.
- L'italique est rarement utilisé : mots en langue étrangère, titres d'œuvres, noms de bateaux, etc.
- Les citations ne sont pas en italique mais en corps de texte normal. Elles sont entourées par des guillemets français : « et ».
- Les listes à puces sont à éviter, des paragraphes rédigés étant largement préférés. Les tableaux sont à réserver à la présentation de données structurées (résultats, etc.).
- Les appels de note de bas de page (petits chiffres en exposant, introduits par l'outil «  Source ») sont à placer entre la fin de phrase et le point final[comme ça].
- Les liens internes (vers d'autres articles de Wikipédia) sont à choisir avec parcimonie. Créez des liens vers des articles approfondissant le sujet. Les termes génériques sans rapport avec le sujet sont à éviter, ainsi que les répétitions de liens vers un même terme.
- Les liens externes sont à placer uniquement dans une section « Liens externes », à la fin de l'article. Ces liens sont à choisir avec parcimonie suivant les règles définies. Si un lien sert de source à l'article, son insertion dans le texte est à faire par les notes de bas de page.
- La présentation des références doit suivre les conventions bibliographiques. Il est recommandé d'utiliser les modèles {{Ouvrage}}, {{Chapitre}}, {{Article}}, {{Lien web}} et/ou {{Bibliographie}}. Le mode d'édition visuel peut mettre en forme automatiquement les références.
- Insérer une infobox (cadre d'informations à droite) n'est pas obligatoire pour parachever la mise en page.

Pour une aide détaillée, merci de consulter Aide:Wikification.
Si vous pensez que ces points ont été résolus, vous pouvez retirer ce bandeau et améliorer la mise en forme d'un autre article.
Franca Florio, regina di Palermo est un ballet narratif en deux actes, avec musique de Lorenzo Ferrero et scénario, chorégraphie et mise en scène de Luciano Cannito. Commandé par le Teatro Massimo de Palerme, l'œuvre a été créée le 22 novembre 2007 avec Carla Fracci dans le rôle principal, et remontée en juin 2010.
Placée en Sicile, l'histoire s'appuie sur la vie de Franca Jacona Notarbartolo de San Giuliano (1873-1950), une célèbre aristocrate sicilienne dont la beauté a inspiré de nombreux artistes, musiciens, et poètes pendant la Belle Époque, et retrace les moments les plus importants de sa vie à partir de sa retraite sur l'île de Favignana. Son passé est exploré en ordre chronologique, par le biais de longs flashbacks. L'histoire des Florio, marquée par nombreux succès mondains, mais aussi par des événements tragiques, est en partie la métaphore de l'échec du développement industriel de la Sicile au début du XXe siècle. 

## Personnages
Le ballet emploie un large corps de ballet et les rôles principaux, demi-soliste, et mineures sont nombreux.
La famille Florio : Franca Florio ; Ignazio Florio fils ; Giovanna Florio, leur fille ; la mère d'Ignazio.
Les invités de la famille Florio : Wilhelm II, empereur allemand ; Augusta Victoria, impératrice allemande ; Edward VII, roi du Royaume-Uni ; Alexandra de Danemark, reine du Royaume-Uni ; Prince et princesse russe.
Autres personnages : Vera Arrivabene ; Giovanni Boldini ; Colombina ; la mère, le père et les cousines de Franca.
Aristocrates étrangers, prêtre, secrétaires, majordome, domestiques, pêcheurs, enfants, croupiers, des hommes et des femmes au Casino.

## Synopsis et structure du ballet
Liste des actes et des scènes, avec leur synopsis:

### Acte I
1. Sur le rivage de la mer à Favignana une vieille femme solitaire se livre à ses souvenirs.
2. Dans la maison de ses parents à Palerme la jeune Franca se prépare à faire une promenade en ville, accompagnée de ses deux inséparables cousines.
3. Assisté par son équipe, Ignazio travaille avec diligence dans son bureau jusqu'à ce qu'il décide de faire une courte pause.
4. Franca se promène le long de la marina de Palerme, admirée par tout le monde. Elle passe à côté de Ignazio, qui est accompagné par son amie, Vera Arrivabene.
5. Les regards de Ignazio et Franca se croisent; le désir de ce dernier de faire sa connaissance embarrasse Vera.
6. Ignazio fait un baisemain à Franca et c’est le coup de foudre. Vera, laissée de côté, est offensée et aigrie.
7. Il semble que le monde s’arrête autour d'eux, mais l'arrivée des parents de Franca les oblige à se séparer.
8. À Favignana, Franca relit une vieille lettre d'Ignazio et en est profondément émue.
9. Ignazio néglige son travail et envoie continuellement des billets à Franca. Sa famille n’est pas enthousiastes de la relation de leur fille avec un bourgeois, malgré sa grande richesse.
10. Franca et Ignazio se marient à Livourne et reviennent à Palerme après la cérémonie.
11. Une grandiose réception de mariage a lieu. La réception est perturbée par Vera, qui provoque une confrontation avec Franca.
12. Les invités partent. Un long pas de deux précède la nuit de noces.

### Acte II

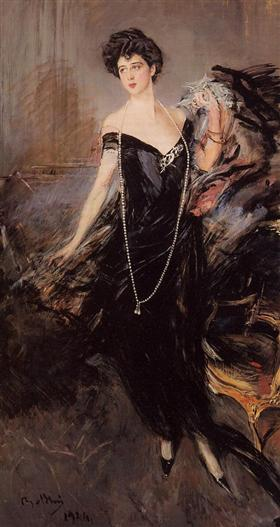
Portrait de Donna Franca par Giovanni Boldini

1. À Favignana, Franca vit avec ses souvenirs, soutenue par l'affection des pêcheurs locaux.
2. Quelques ans plus tard, Franca et Ignazio deviennent les chefs de file de la haute société et sont encore heureusement unis. Ensemble, ils vont au lancement du Aegusa, un yacht de luxe dont il fait cadeau à Franca.
3. Au cours de cette cérémonie leur petite fille s’évanouit et est emmenée immédiatement à la maison. Sa santé se détériore et Franca reste proche du lit de son enfant jusqu'à sa mort.
4. Les préparatifs pour l'arrivée du Kaiser.
5. Wilhelm II et son épouse impératrice Augusta Victoria arrivent avec leur suite. Palerme les célèbre ensemble avec les Florio.
6. Ils sont également visités par la famille royale anglaise et d'autres notables.
7. Plusieurs princes russes arrivent à Palerme, pour passer les vacances avec les Florio.
8. Un changement se produit entre les époux après la mort tragique de Giovanna et du petit Ignazio, surnommé Baby Boy. Franca se retire dans ses chambres et Ignazio, vexé par le refus de sa femme, succombe à la tentation de Vera.
9. Franca et Ignazio assistent à l'inauguration du Teatro Massimo. Derrière les coulisses, Ignazio flirte avec une danseuse et Franca fait semblant élégamment ne pas prêter attention.
10. Le peintre Boldini fait un portrait de Franca dans des poses de plus en plus osées. Ignazio les surprend et détruit le tableau. Peu après, repenti, il offre à Franca un collier de perles magnifiques et commande un nouveau portait au peintre.
11. Même si la passion de Ignazio a disparu, Franca attend à nouveau un bébé; elle l'aime encore et voudrait bien lui donner l'héritier mâle qu’il espère.
12. À Favignana, Franca revit les événements les plus dramatiques de son passé.
13. Au casino de San Remo Ignazio est assis avec Vera et flirte avec d'autres femmes sous le regard de Franca, qui est assise seule à une autre table. Il parie tout son argent et perd. Les temps ont changé et les deux partent  séparément.
14. Le soleil se couche à Favignana. Franca, frêle et solitaire, vit sur une île au milieu d'une mer de souvenirs. Comme une relique de ses meilleurs jours, le portrait de Boldini de 1924 descend lentement sur la scène.